# Cambridgeshire
Cambridgeshire (kiejtése ˈkeɪmbrɪdʒʃər vagy ˈkeɪmbrɪdʒʃɪər) Anglia egyik nem-nagyvárosi és ceremoniális megyéje a Kelet-Anglia régióban. Északon Lincolnshire, északkeleten Norfolk, keleten Suffolk, délen Essex és Hertfordshire, nyugaton pedig Bedfordshire és Northamptonshire megyékkel határos. Közigazgatási székhelye Cambridge. Az adminisztratív és ceremoniális megye közötti különbség, hogy utóbbihoz hozzátartozik Peterborough egységes hatósága (unitary authority) is. Népessége 622 200 (Peterborough-val együtt 806 700) fő.

## Története

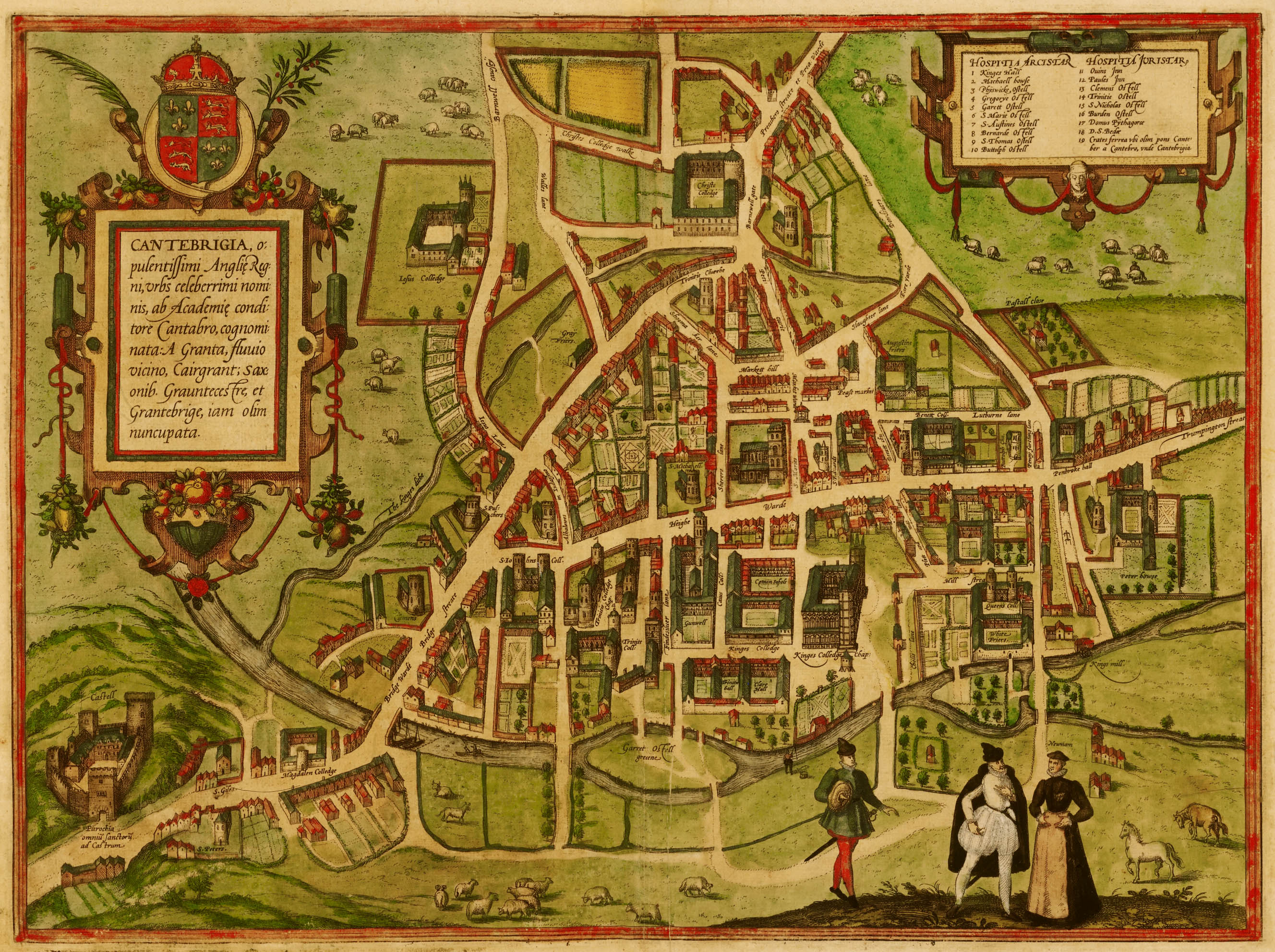
Cambridge 1575-ös térképe

Cambridgeshire-ben található az Egyesült Királyság egyik legrégebbi állandó települése, a 3500 éves, bronzkori Flag Fen (a skóciai Balbridie régebbi). A megye területén – főleg keleten – számos kőkori, bronzkori és vaskori leletet találtak; közülük kiemelkedik a 6500 darabból álló islehami kincs.
A 9. században a peterborough-i apátság sokat szenvedett a dán vikingek támadásaitól, majd a wedmore-i szerződés a megyét területét betagozta a Danelaw-ba. A normann hódítás utáni összeírásban, a Domesday Book-ban még Grantbridgeshire (pontosabban Grentebrigescire) néven említik az akkori grófságot.
A mai megye a történelmi Cambridgeshire, a tőle északra fekvő Isle of Ely (1965) és a nyugatra fekvő Huntingdon and Peterborough (1972) megyék összeolvadásából jött létre. 1998 óta Peterborough városa ún. egységes hatóság (unitary authority, kb. megyei jogú város), nem tartozik a megyei tanács fennhatósága alá.
A cambridgeshire-i önkéntes ezred, a Fen Tigers harcolt a búr háborúban, valamint az első és második világháborúban is. Keleti fekvése miatt a megye repülőterei a második világháborúban Németország bombázásában nagy szerepet játszottak.

## Földrajz és éghajlat
A megye alacsonyan fekvő síkságból áll, itt található az Egyesült Királyság legmélyebb pontja, a 2,75 méterrel a tengerszint alatt fekvő Holme Fen. A megye legmagasabb pontja a 146 méteres Great Chishill. Cambridgeshire keleti és északi része a szomszédos Nyugat-Norfolkkal együtt sokáig hatalmas kiterjedésű lápvidék volt, a The Fens. Az elvileg a szárazföld belsejében elhelyezkedő Isle of Ely ténylegesen sziget volt a mocsarak lecsapolásáig.
Cambridgeshire-nek az ország többi részéhez hasonló mérsékelt óceáni éghajlata van, bár az angol átlagnál keleti fekvése és síkságai miatt valamivel szárazabb; az uralkodó délnyugati szelek elveszítik nedvességtartalmuk egy részét Közép-Anglia fölött, mire ideérnek. A téli átlaghőmérséklet a kontinens közelsége miatt alacsonyabb az angol átlagnál, emiatt a hóesés is gyakoribb, mint Nyugat-Angliában. A nyári hőmérséklet azonos vagy kicsit magasabb az angol átlagnál, a kisebb felhőtakaró miatt. 

## Közigazgatás és politika
Cambridgeshire megyét öt kerületre osztják, ezenkívül a ceremoniális megyéhez hozzátartozik Peterborough egységes hatóság. 
1. City of Cambridge
2. South Cambridgeshire
3. Huntingdonshire
4. Fenland
5. East Cambridgeshire
6. City of Peterborough

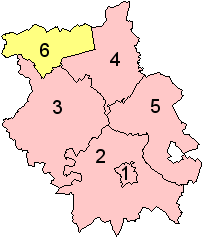
Cambridgeshire kerületei

A megye 5 ezer főnél népesebb települései: Burwell, Cambridge, Chatteris, Cottenham, Ely, Godmanchester, Huntingdon, Littleport, March, Peterborough, Ramsey, Sawston, Sawtry, Soham, St Ives, St Neots, Wisbech, Whittlesey, Yaxley
Cambridgeshire és Peterborough hét választókörzetre oszlik, a 2015-ös választásokon Cambridge Munkáspárti, míg a többi hat konzervatív képviselőt küldött a parlamentbe. 

## Gazdaság
A megye gazdasága 1995 és 2003 között közel megduplázódott (5896 millió fontról 10 154 millióra), ami elsősorban a szolgáltató szektor drasztikus, közel kétszeres növekedésének köszönhető, míg az ipar kissé növekedett, a mezőgazdaság pedig stagnált, illetve csökkent. Cambridgeshire-ben van a központja az AWG plc közműszolgáltatónak és az ARM Holdings számítástehcnikai cégnek. Cambridge mellett található az elektronikai és számítástechnikai cégeket tömörítő Szilícium-láp (Silicon Fen). 

## Oktatás
Cambridgeshire régóta nevezetes egyetemeiről:
- Cambridge-i Egyetem – Anglia második legrégebbi egyeteme és a világ egyik leghíresebb felsőoktatási intézménye
- Anglia Ruskin University – campusa Cambridge-ben és Fulbournban található
- The Open University – Cambridge-ben
- Peterborough-i Egyetemi Központ (University Centre Peterborough)  – az Anglia Ruskin University és a Peterborough Regional College közös campusa
- College of West Anglia – egyik campusa Cambridge északi külvárosában, Miltonban fekszik
- Cambridge Regional College
- Huntingdonshire Regional College

## Híres cambridgeshire-iek
- Douglas Adams író

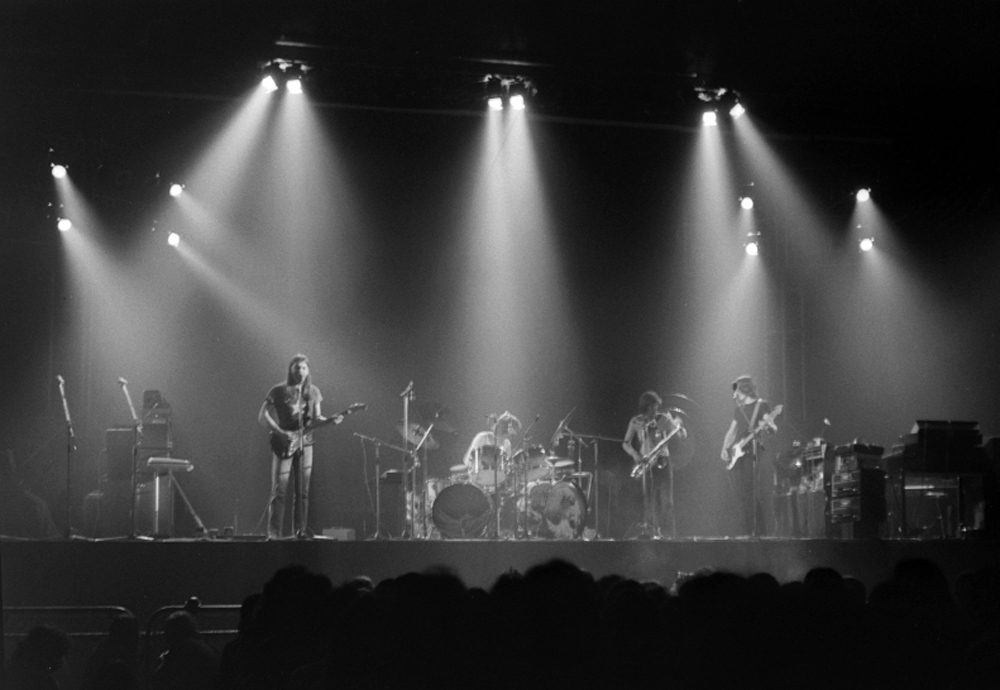
A Pink Floyd 1973-ban

- Don Airey a Deep Purple billentyűse
- Richard Attenborough színész
- Matthew Bellamy énekes
- John Clare költő
- Oliver Cromwell kormányzó
- Warwick Davis színész
- David Gilmour, Bob Klose, Syd Barrett a Pink Floyd tagjai
- Stephen Hawking fizikus
- Hereward, a normann invázió elleni felkelés vezetője
- Octavia Hill szociális reformer
- Jeremy Irvine színész
- John Maynard Keynes közgazdász
- Harold Kroto Nobel-díjas vegyész
- Samuel Pepys a brit flotta megreformálója
- Henry Royce a Rolls-Royce alapítója

## Látnivalók

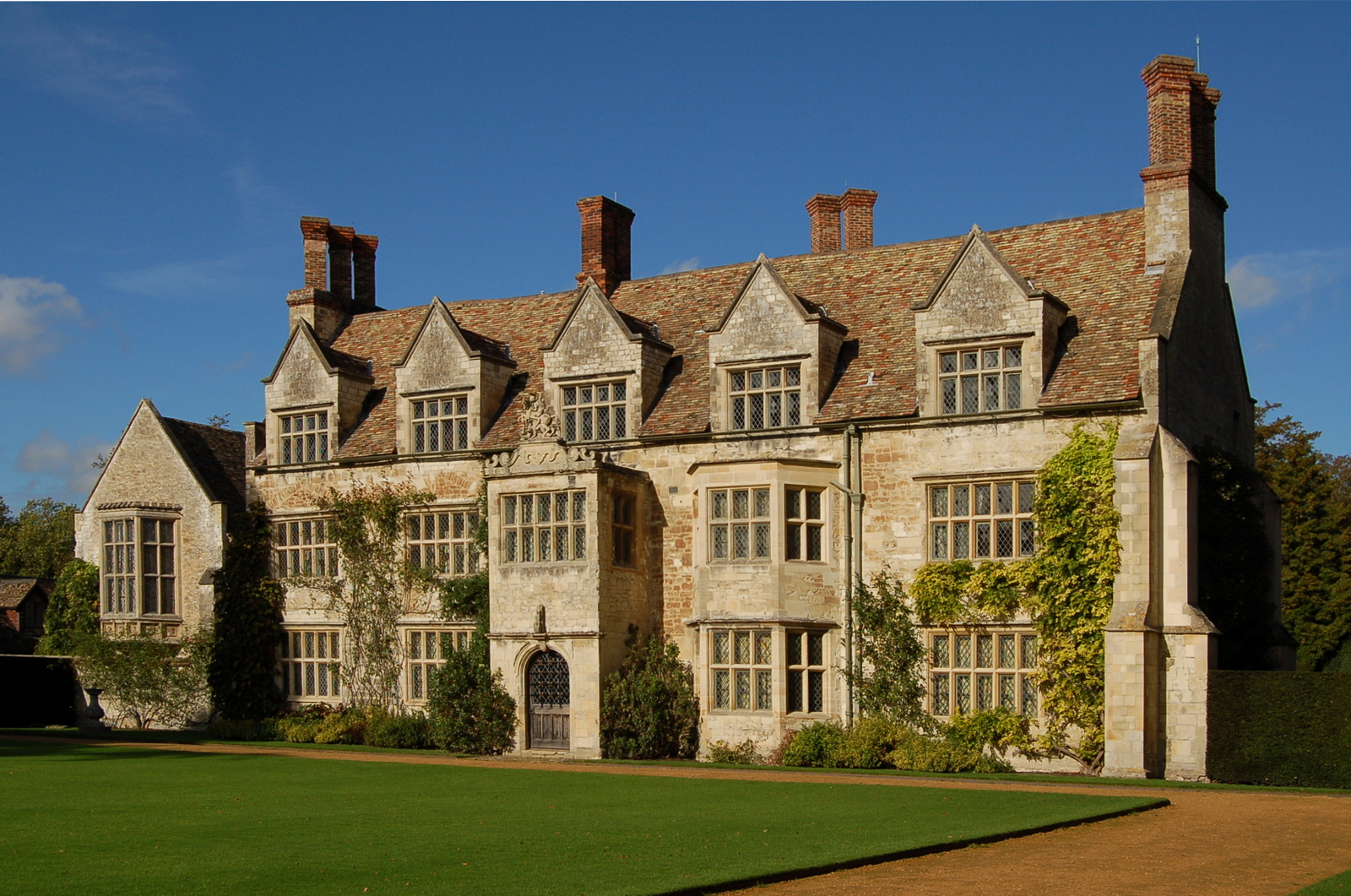
Anglesey Abbey
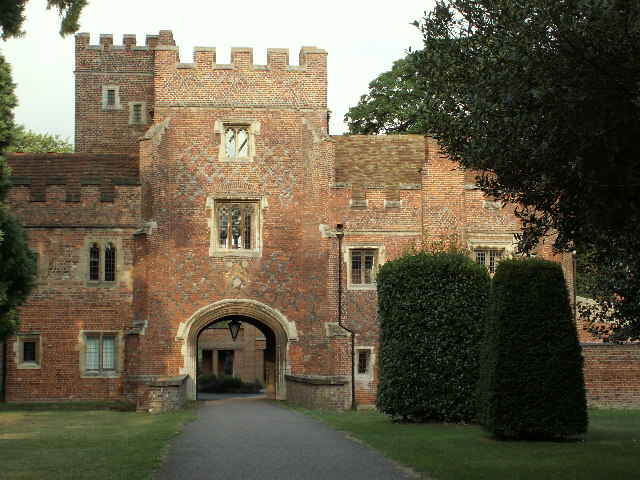
Buckden Towers
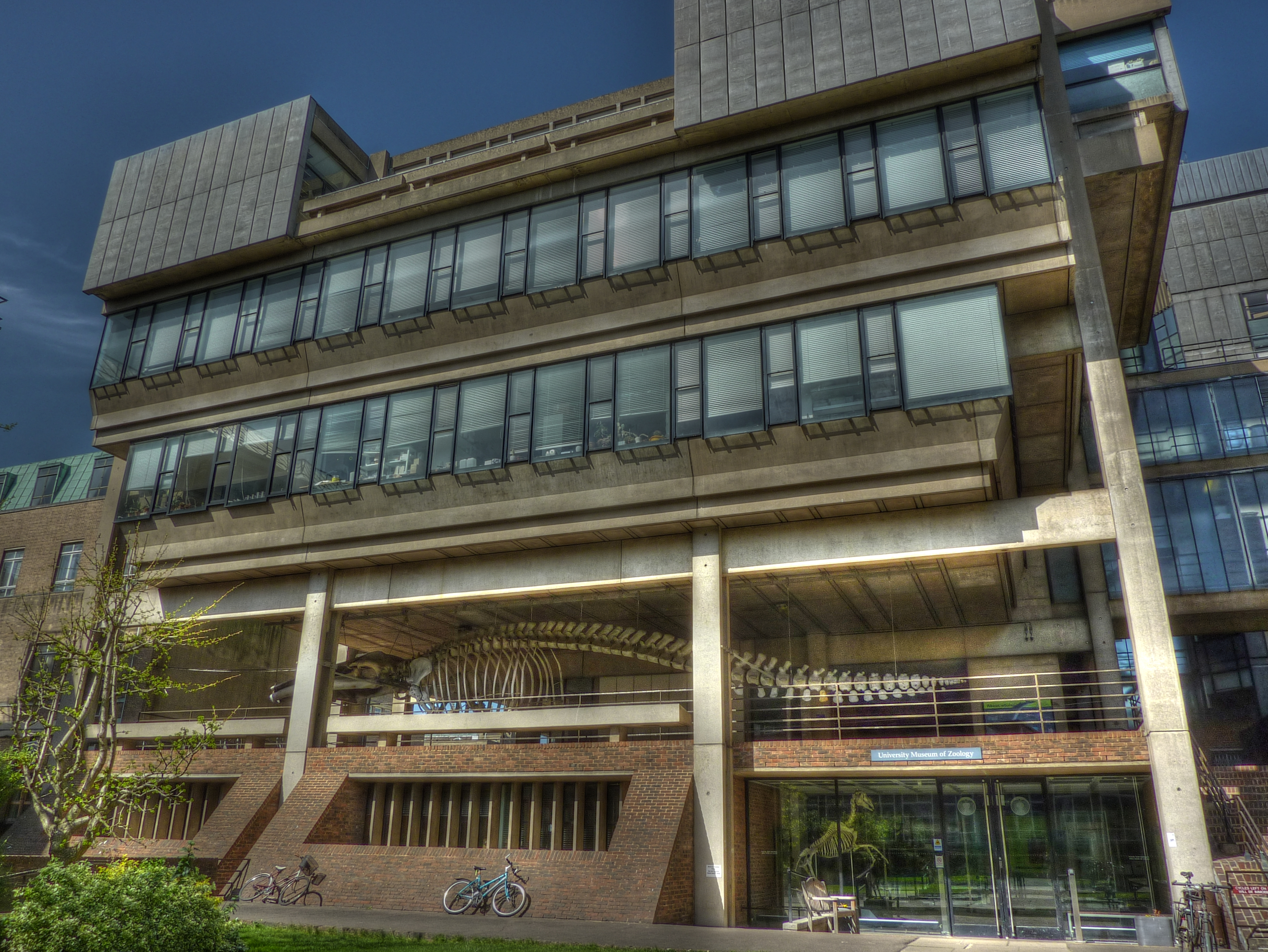
A Cambridge-i Egyetem Zoológiai Múzeuma
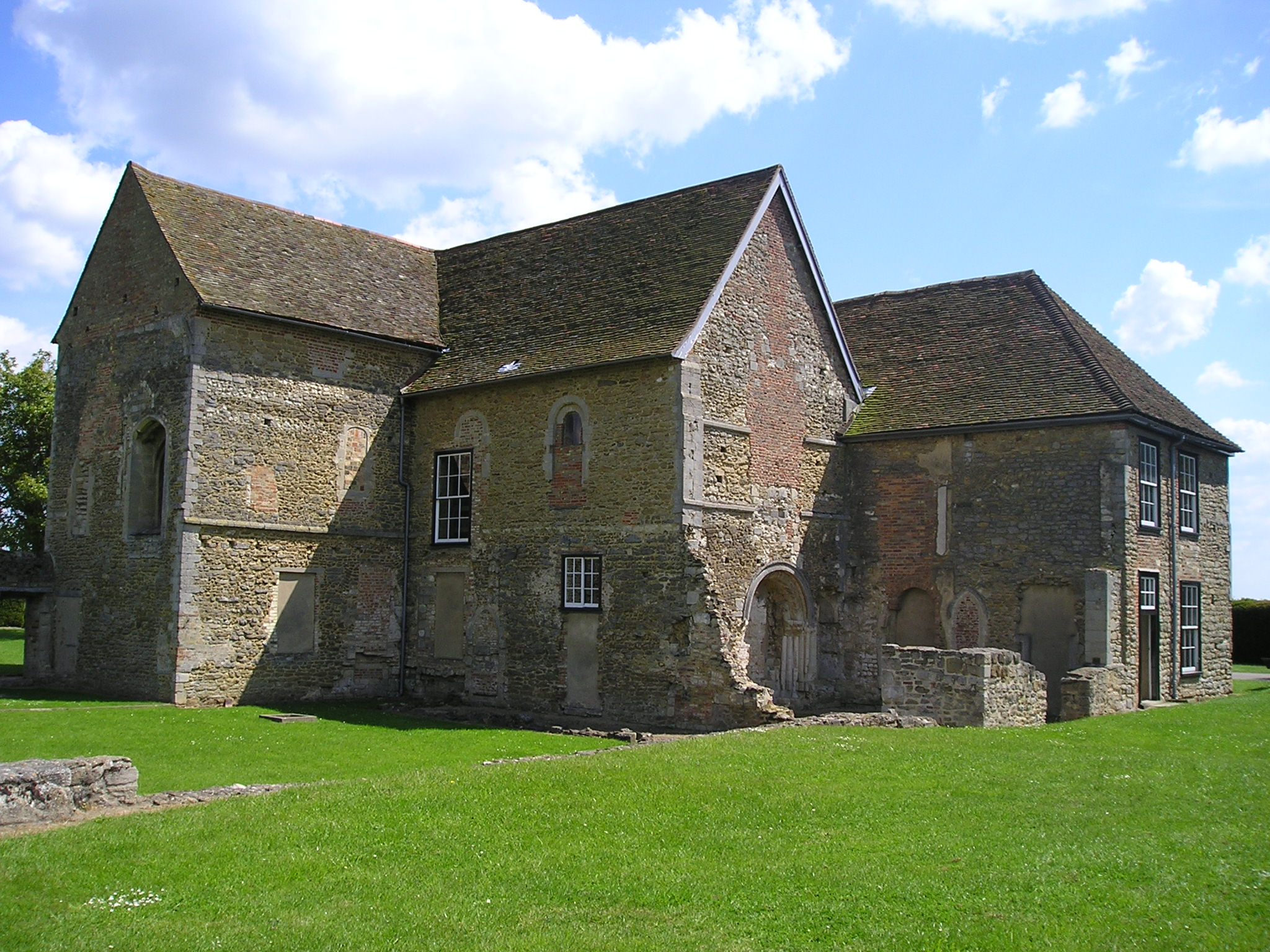
A Denny apátság romjai
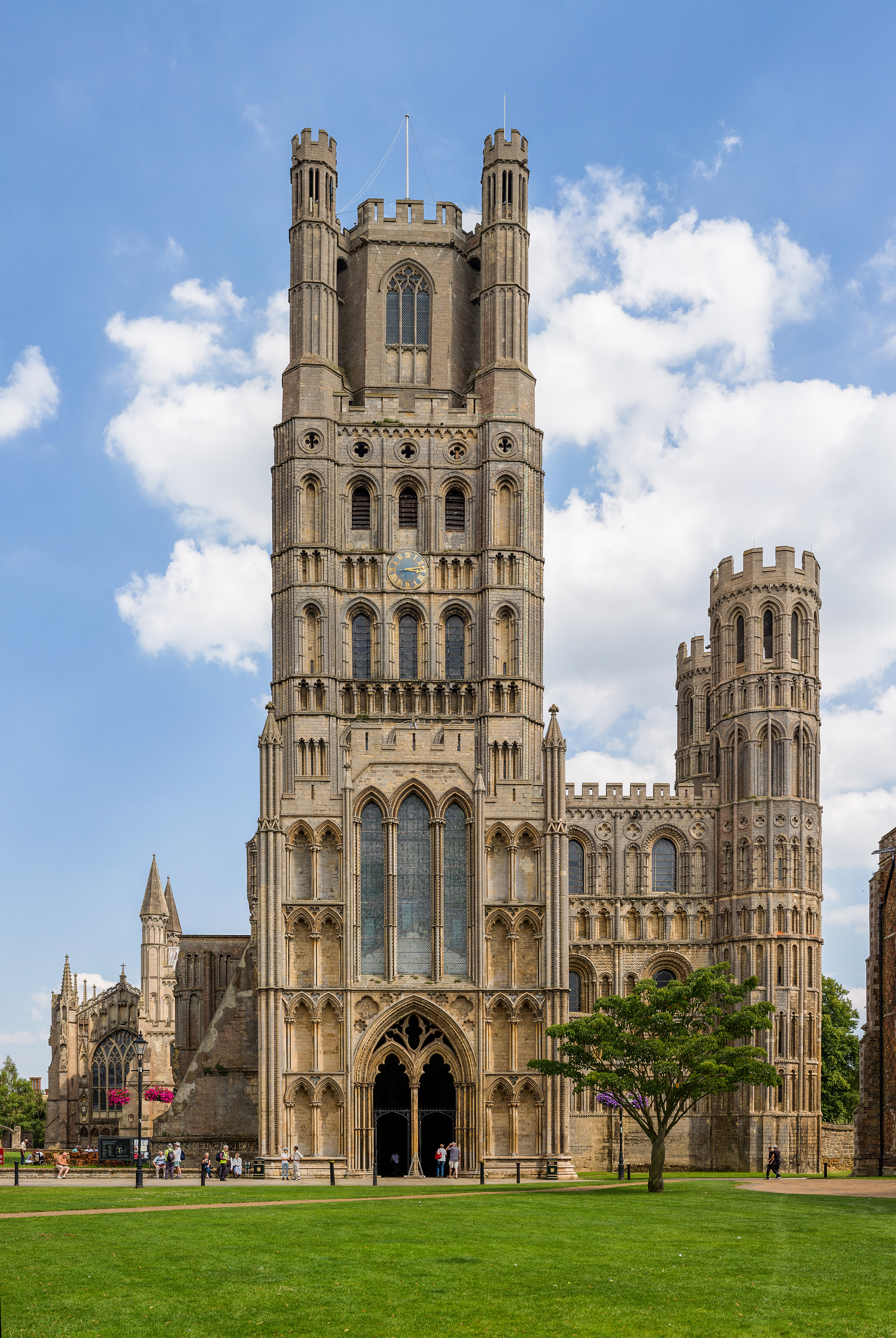
Ely gótikus katedrálisa
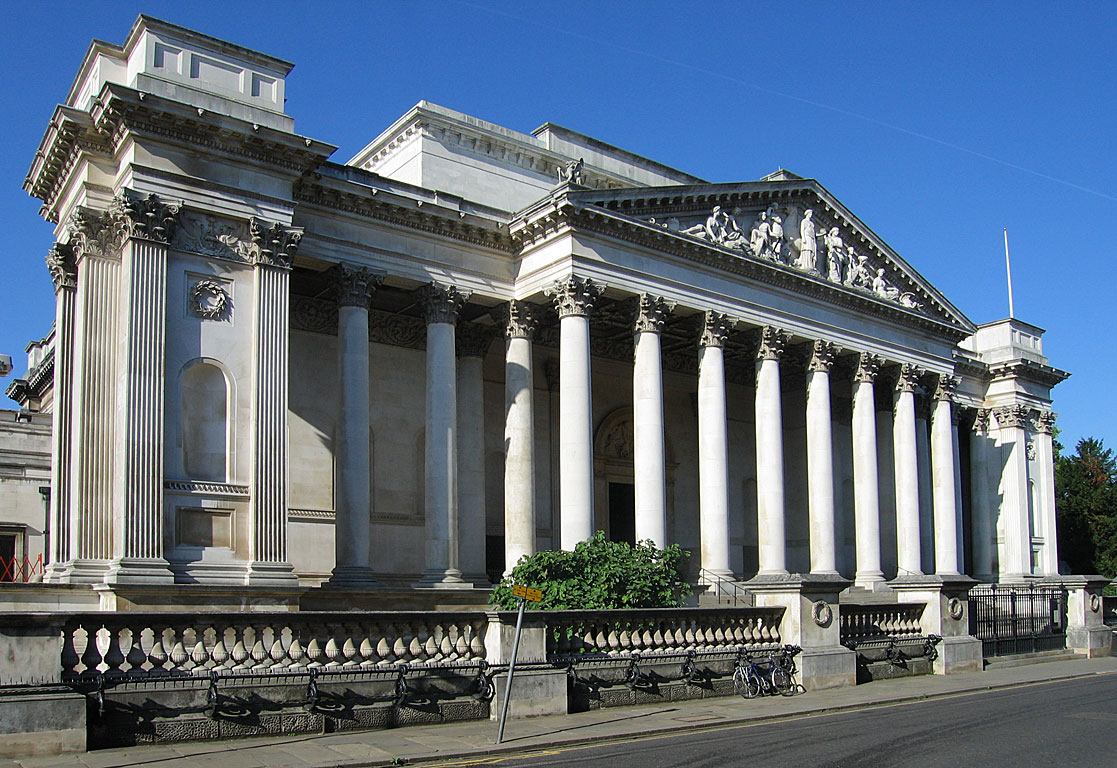
Fitzwilliam Múzeum
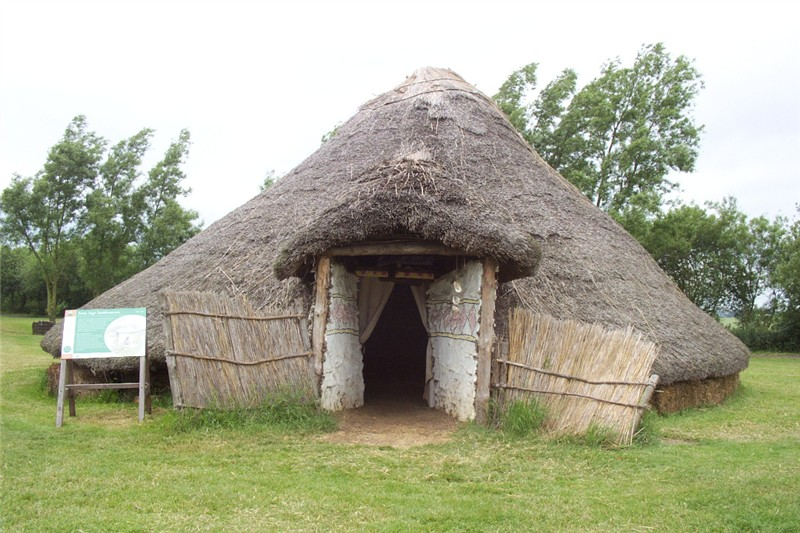
Flag Fen bronzkori település
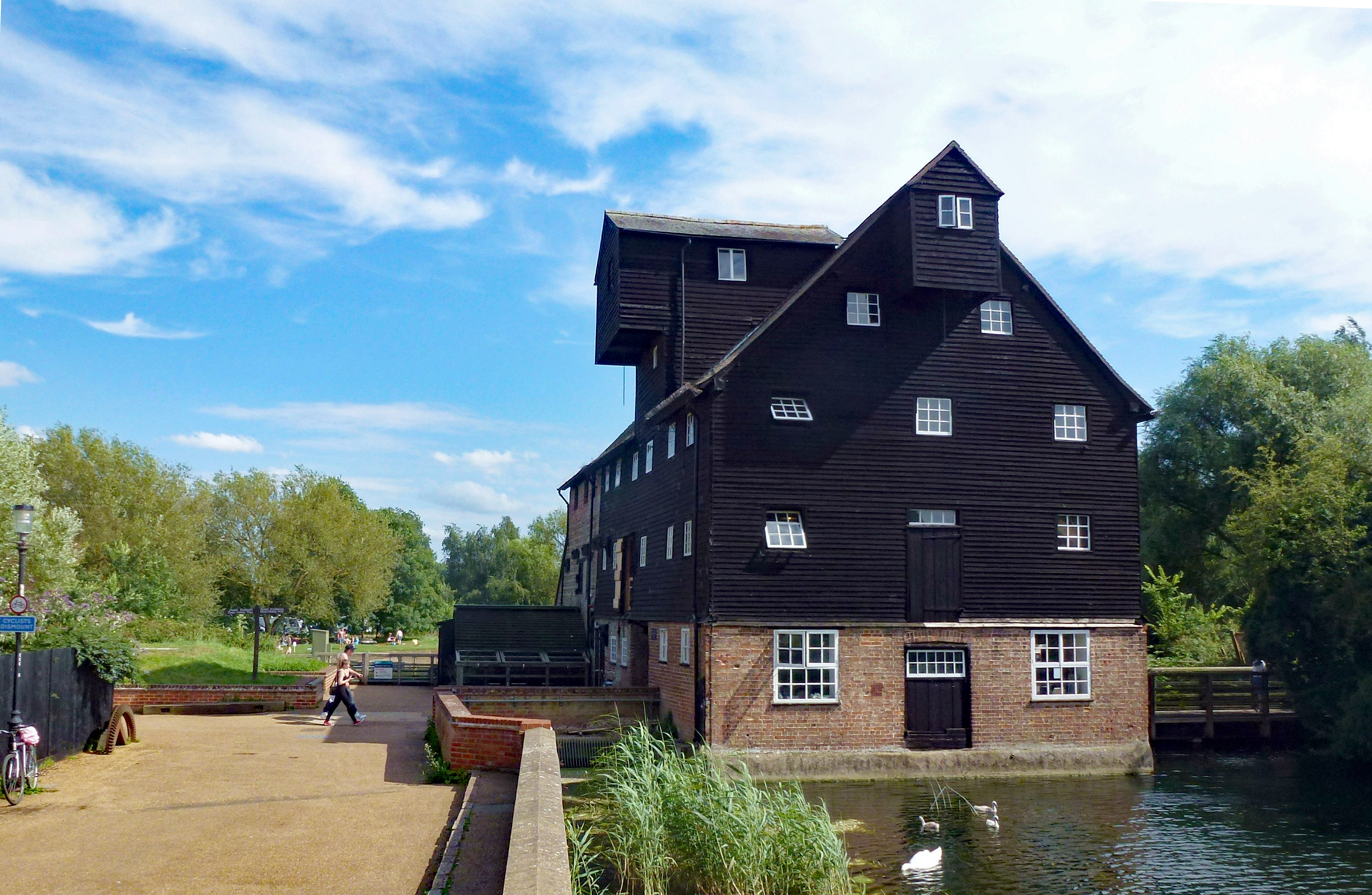
Houghtoni vízimalom
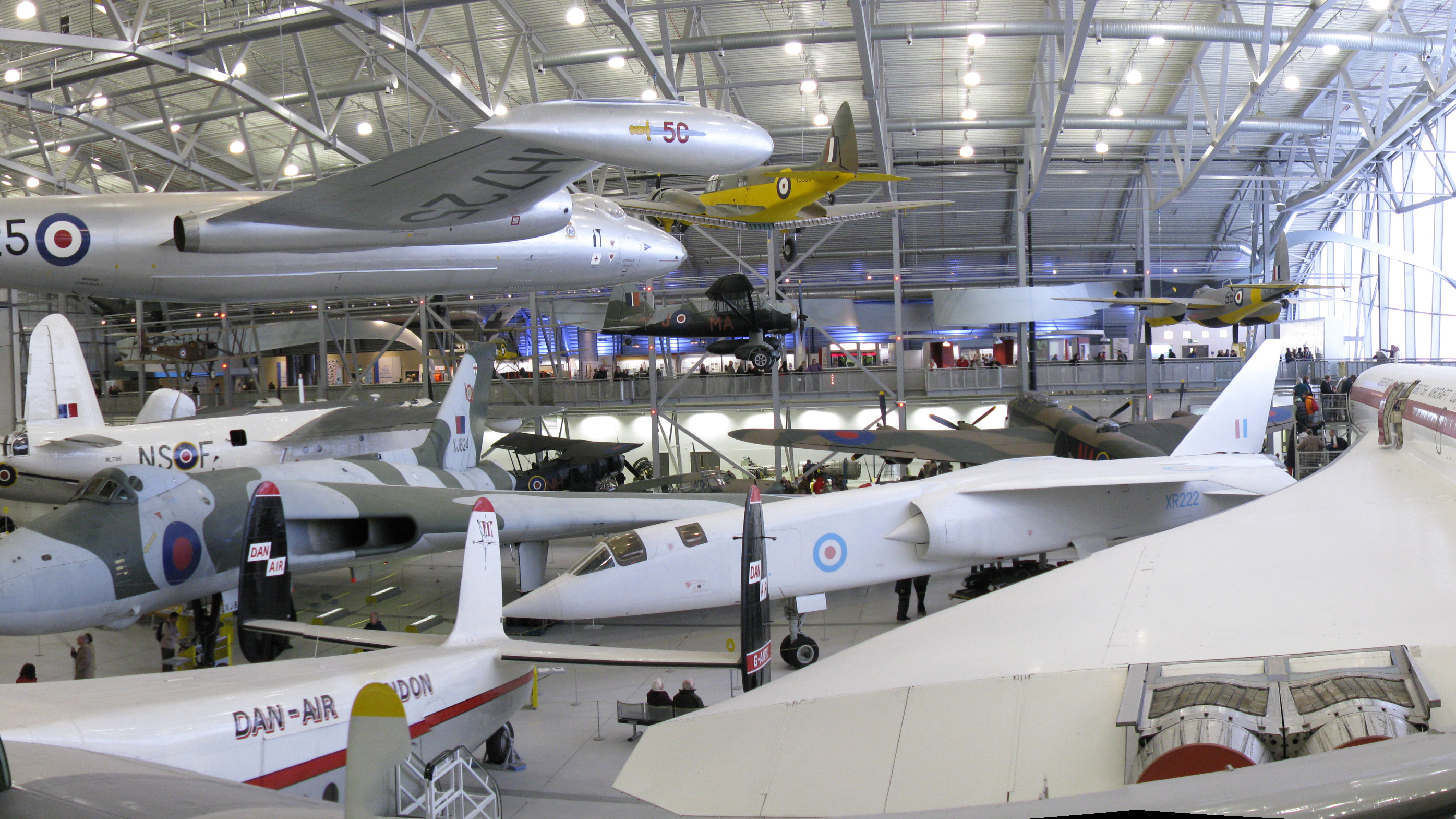
Duxfordi repülőgépmúzeum
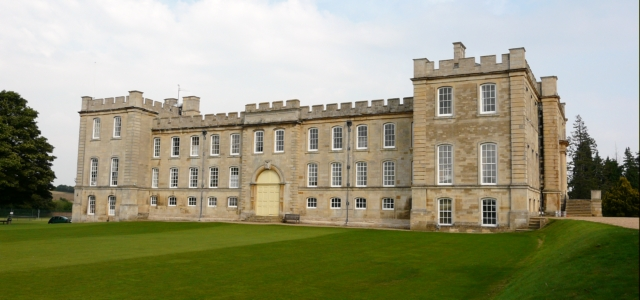
Kimbolton Castle
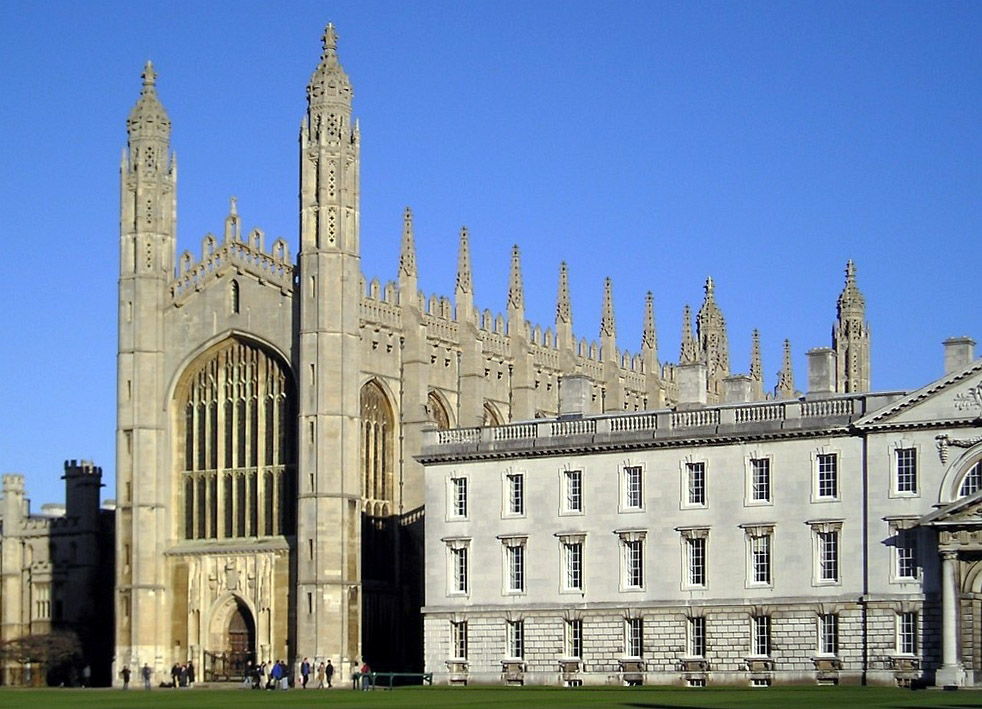
A cambridge-i Kings College gótikus kápolnája
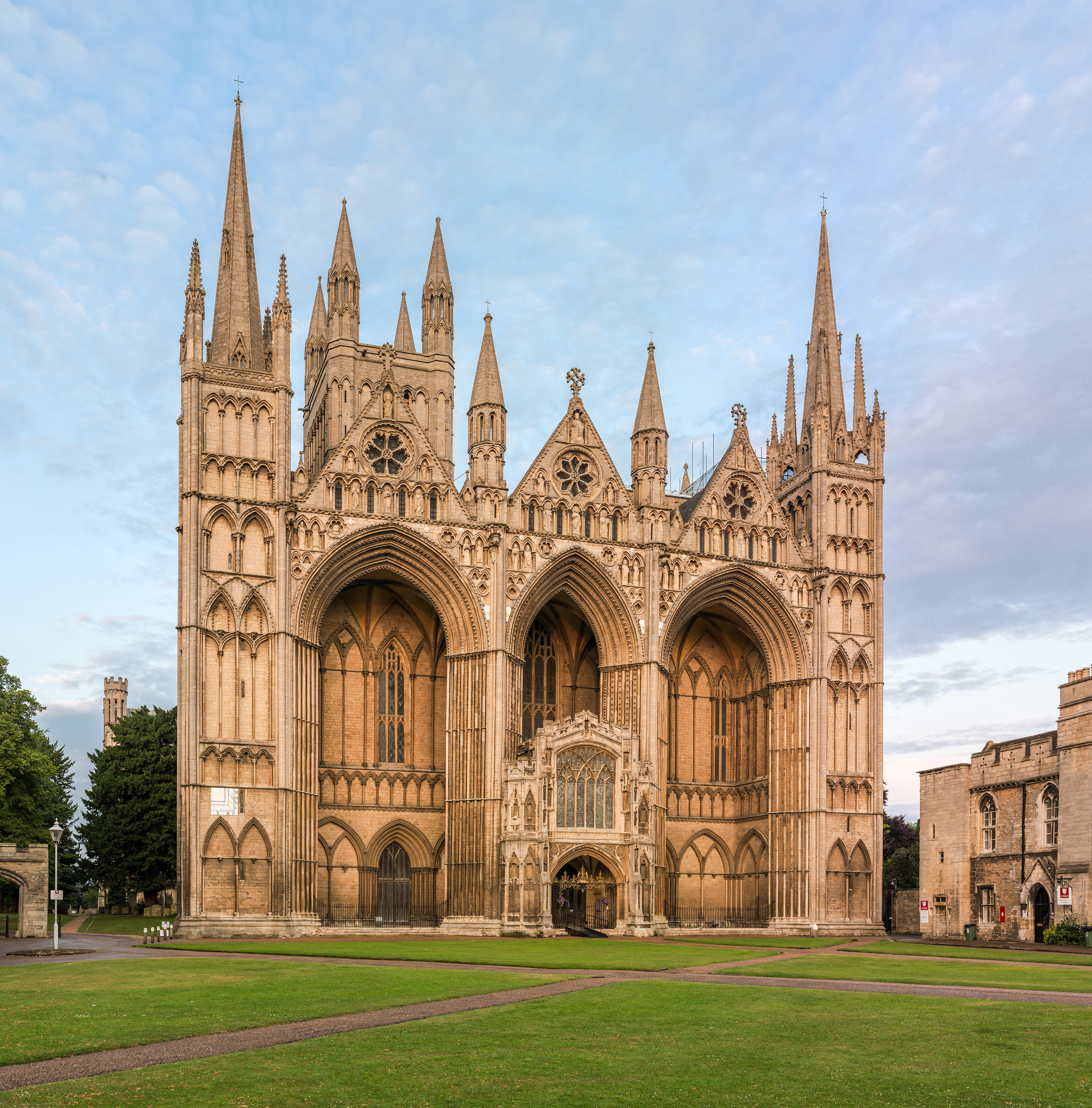
Peterborough gótikus katedrálisa
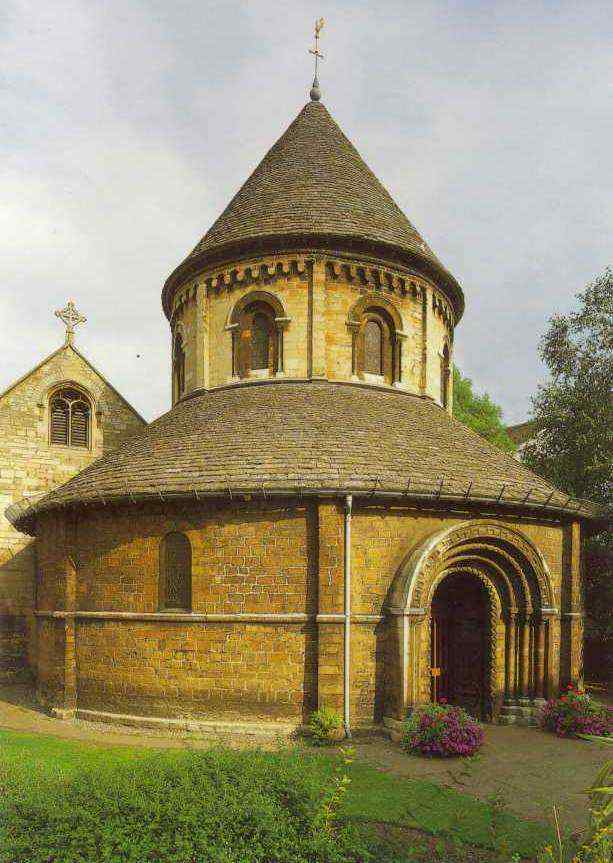
A cambridge-i Round Church
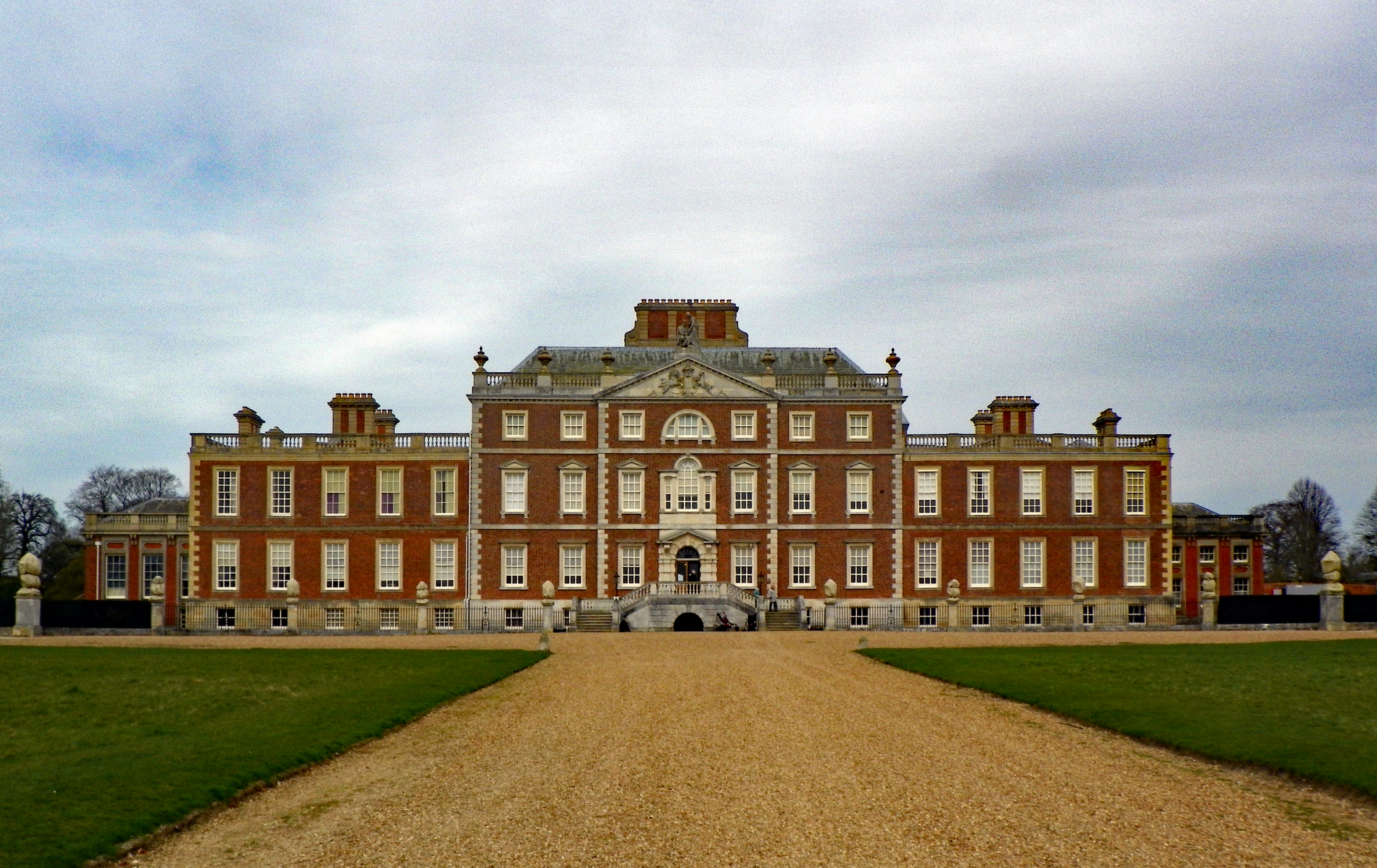
Wimpole Hall

## Fordítás
- Ez a szócikk részben vagy egészben  a   Cambridgeshire című angol Wikipédia-szócikk ezen változatának fordításán alapul.  Az eredeti cikk szerkesztőit annak laptörténete sorolja fel. Ez a jelzés csupán a megfogalmazás eredetét és a szerzői jogokat jelzi, nem szolgál a cikkben szereplő információk forrásmegjelöléseként.